# Tyrekalven Ferdinand
|  | Denne artikel er oprettet af botten PalnaBot ud fra en ekstern database. Den kan derfor have sproglige fejl eller mangler. Denne skabelon kan fjernes efter kontrol af indholdet. |

Tyrekalven Ferdinand er en børnefilm fra 2008 instrueret af Adam Schmedes efter manuskript af Dorthe Rosenørn Schmedes, Bor Thierry, Peter I. Lauridsen.

## Handling
Allerede morgenen efter fødslen bliver tyrekalven Ferdinand skilt fra sin mor, fordi den mælk hun giver, skal sælges og ikke drikkes af ham selv. Sammen med en anden tyrekalv, Baldur, får han en stedmor, og den lille familie tilbringer sommeren hos landmandens datter. Da de kommer hjem igen, sendes stedmoren til slagteren. Hendes sidste job var at passe de to kalve. Ferdinand og Baldur vokser op og får de voksne tyres mørke farve.